# Enghien-les-Bains

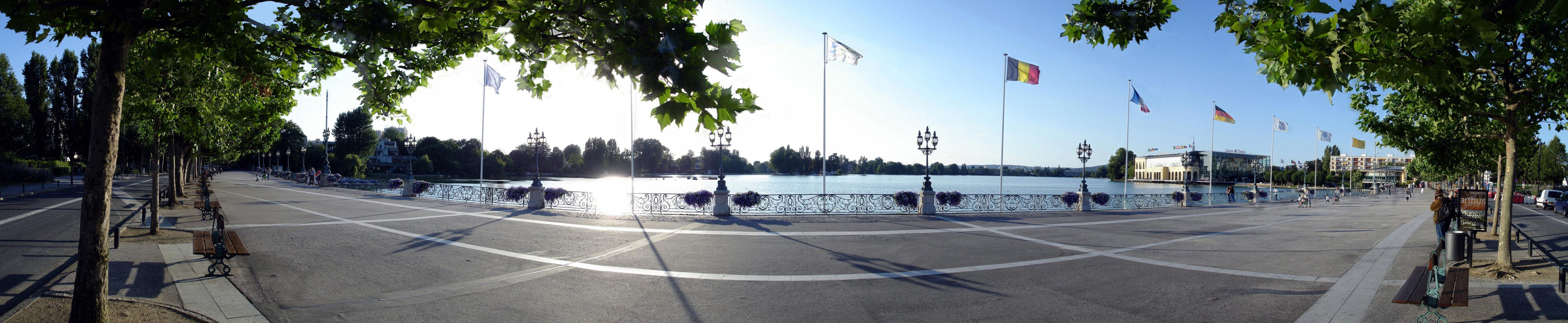
L' esplanade Patenôtre-Desnoyers e il lago di Enghien.

Enghien-les-Bains è un comune francese di 12 044 abitanti situato nel dipartimento della Val-d'Oise nella regione dell'Île-de-France. Fu la città natale dell'attrice Mistinguett. È noto per la presenza di un casinò, il più vicino alla città di Parigi.

## Storia
Prende nome dall'omonimo centro nell'attuale Belgio, il cui feudo fu venduto a inizio Seicento da Enrico IV di Francia (i cui antenati lo avevano ereditato) per evitare di avere dei beni nei territori asburgici a lui nemici pur mantenendone il nome e il titolo.
Originariamente questo territorio in Francia era parte dei domini del Casato di Montmorency finché non fu ereditato dai Borbone-Condé tramite Carlotta Margherita di Montmorency. 
Enghien-les-Bains fu fino al 1850 una dipendenza di Montmorency (Val-d'Oise) che aveva preso ufficialmente nel 1689 il nome di "Enghien" perché capoluogo del Ducato omonimo. Il titolo di Duca di Enghien era riservato all'erede del Principe di Condé, capo di un ramo cadetto della famiglia reale francese.

### Simboli
Lo stemma di Enghien-les-Bains riprende il blasone di Luigi VI Enrico di Borbone-Condé (1756-1830), proprietario della maggior parte delle terre e della valle di Montmorency compreso il lago Enghien e il mulino. Il lambello in capo era una brisura destinata a ricordare che si trattava di un ramo cadetto; il bastone scorciato era la brisura portata da sempre dalla dinastia Condé, ramo collaterale della Casa Reale di Francia.

## Società

### Evoluzione demografica
Abitanti censiti

## Amministrazione

### Gemellaggi
- Enghien, dal 16 giugno 1957
- Bad Dürrheim, dal 26 settembre 1992